# Jerry Tillery
Jerry Tillery (Shreveport, 8 ottobre 1996) è un giocatore di football americano statunitense che milita nel ruolo di defensive tackle nei Minnesota Vikings della National Football League (NFL).

## Carriera universitaria
Tillery al college giocò a football con i Notre Dame Fighting Irish dal 2015 al 2018, dove iniziò la carriera come offensive tackle ma fu presto spostato nel ruolo di defensive tackle.
Tillery si mise in evidenza già dalla sua prima stagione conclusa con 12 partite, di cui 3 da titolare, con 12 tackle e un sack. Nel 2018 ebbe l'opportunità di rendersi eleggibile per i professionisti ma decise invece di giocare un altro anno per i Fighting Irish.

## Carriera professionistica

### Los Angeles Chargers
Tillery fu scelto nel corso del primo giro (28º assoluto) del Draft NFL 2019 dai Los Angeles Chargers. Tillery firmò il suo contratto da rookie con i Chargers L'11 giugno 2019, un contratto quadriennale per un importo complessivo di 11,4 milioni di dollari compreso un bonus alla firma di 6,3 milioni e con un'opzione di estensione per un quinto anno.
Tillery debuttò come professionista nella NFL subentrando nella gara del primo turno contro gli Indianapolis Colts mettendo a segno il suo primo tackle. La sua stagione da rookie si chiuse con 17 placcaggi e 2 sack in 15 presenze, 3 delle quali come titolare. 
Nella partita della settimana 9 della stagione 2020, la sconfitta 25-27 contro i Las Vegas Raiders, Tillery mise a segno un sack sul quarterback Derek Carr provocando un fumble e recuperando poi la palla: fu il primo fumble forzato e il primo fumble recuperato di Tillery in carriera.
Il 2 maggio 2022 i Chargers annunciarono che non avrebbero fatto valere l'opzione di estensione per un quinto anno del contratto di Tillary, rendendolo free agent al termine della stagione. Tillery fu svincolato dai Chargers il 10 novembre 2022.

### Las Vegas Raiders
Il 14 novembre 2022 Tillery firmò per il roster attivo dei Las Vegas Raiders. Terminó la stagione scendendo in campo in otto partite, quattro da titolare, con 10 tackle.
Il 17 marzo 2023 Tillery firmò per un altro anno con i Raiders. Nell'annata 2023 giocò in tutte le 17 partite della stagione regolare dei Raiders, di cui sei da titolare, con 31 tackle e due sack.
Il 13 marzo 2024 Tillery fu svincolato dai Raiders.

### Minnesota Vikings
Il 14 marzo 2024 Tillery firmò per i Minnesota Vikings.